# Stanislav Heller
Stanislav Heller (Brno, 15 de septiembre de 1924 - Jihlava, 23 de enero de 2000)) es un clavecinista y musicólogo de origen checo.

## Biografía
Heller nació en una familia adinerada. Su padre era abogado y tuvo un hermano, Karel. Estudió piano con Vilém Kurz (que enseñaba con los rigurosos métodos de Teodor Leszetycki) y órgano con Bedřich Wiederman en el Conservatorio de Praga.
Después de la Segunda Guerra Mundial, su familia emigró a Buenos Aires por los conflictos políticos que sucedieron al tomar el poder los comunistas en Checoslovaquia. Allí adquirió un extraordinario conocimiento del español, que hablaba muy bien, y apreció el temperamento latino. Y este sentimiento por la calidez de los movimientos sinuosos y ritmos hipnóticos latinos hicieron de él un gran intérprete de Scarlatti de la que se recuerda su interpretación de su Sonata en si menor, K87.
En 1947, Heller se trasladó a Londres y más tarde se convirtió en súbdito británico. Bajo la inspiración de Thomas Goff, un excéntrico que trataba de llevar a músicos como George Malcolm y Thurston Dart hacia el camino de la música antigua, y con lecciones de Aimée Van de Wiele y Ralph Kirkpatrick, comenzó una carrera como concertista de clavicordio, uno de los primeros del siglo XX y realizó giras con Rafael Kubelík. Enseñó en el Royal College of Music y realizó giras por Europa y Sudamérica.
Heller tuvo una especial afinidad con la música francesa para clavecín y el repertorio contemporáneo. En 1956, persuadió a Bohuslav Martinů para que revisara (y finalmente publicara) su concierto para clavecín (1935), que Heller interpretó bajo la dirección de Kubelík.
En 1968 se trasladó a Friburgo como profesor de clavecín y música de cámara antigua en la Hochschule für Musik Freiburg (1968 a 1989).